# Борисоглєбка (Новосибірська область)
Борисоглєбка (рос. Борисоглебка) — село у Убінському районі Новосибірської області Російської Федерації.
Входить до складу муніципального утворення Борисоглєбська сільрада. Населення становить 372 особи (2010).

## Історія
Згідно із законом від 2 червня 2004 року органом місцевого самоврядування є Борисоглєбська сільрада.

## Населення
| 2002 | 2007 | 2010 |
| ---- | ---- | ---- |
| 403  | ↗417 | ↘372 |